# Kopyczyńce (stacja kolejowa)
Kopyczyńce (ukr. Копичинці, ros. Копычинцы) – węzłowa stacja kolejowa w miejscowości Kopyczyńce, w rejonie husiatyńskim, w obwodzie tarnopolskim, na Ukrainie.
Stacja powstała w czasach austro-węgierskich na linii Galicyjskiej Kolei Transwersalnej. Od 1890 z Kopyczyńiec odchodzi linia do Tarnopola.